# Anacampseros bayeriana
Anacampseros bayeriana és una espècie de planta suculenta del gènere Anacampseros, que pertany a la família Anacampserotaceae.

## Descripció
És una planta perenne, nana, suculenta, de fins a 10 mm d'alçada.
Té un càudex subterrani en forma de fus i pèls axil·lars més llargs que les fulles.
Les fulles són escasses, ovades, de 2 a 2,5 mm de llarg, acanalades per sobre, amb un marge prim elevat, finament papil·loses.
La flor, única, de color blanc marfil, tenyit de rosat grisós, amb pètals finament estriats, de 5 a 7 estams, floreix a final d'estiu.

## Distribució
Planta endèmica del sud-est de Namíbia, i del Cap Septentrional de Sud-àfrica (Richtersveld a Kleinsee i Bushmanland).
Creix sobre afloraments de quars.

## Taxonomia
Anacampseros bayeriana va ser descrita per Steven Allen Hammer (S.A. Hammer) i publicada a Cact. Succ. J. (Los Angeles) 60(5): 215 (1988).
Etimologia
Anacampseros: nom genèric que deriva de les paraules gregues: Anakampto = 'recuperar' i eros = 'amor'.
bayeriana: epítet atorgat en honor del botànic sud-africà Martin Bruce Bayer.